# Subprefettura di Jaçanã-Tremembé
La Subprefettura di Jaçanã-Tremembé è una subprefettura (subprefeitura) della zona settentrionale della città di San Paolo in Brasile, situata nella zona amministrativa Nordest.

## Distretti
- Jaçanã
- Tremembé